# Chiesa della Santissima Trinità (Bergamo)
La chiesa della Santissima Trinità era un edificio religioso che si trovava sulla piazzetta della chiesa di Santo Spirito, e che venne sconsacrato durante la Repubblica Cisalpina e distrutta agli inizi del XX secolo.

## Storia
La chiesa intitolata alla Trinità era posta sulla piazza di Santo Stefano, posizione favorevole, trovandosi all'incrocio tra via Pignolo e via Torquato Tasso. L'edificio era la sede di due confraternite, quella dei bianchi della Maddalena e dei Rossi della Trinità che facevano parte delle confraternite dei Disciplinati di Bergamo dediti alla pratica della flagellazione e che vestivano l'abito rosso durante le adunate e le processioni con disegnata la Trinità, e che erano stati riuniti in un'unica compagnia nel 1336 dal vescovo Cipriano degli Alessandri.
La chiesa fu elencata nella visita pastorale di san Carlo Borromeo nel 1575 come ausiliaria della Chiesa di Sant'Alessandro della Croce.
I disciplini della congregazione, chiamati Schola dei rossi, avevano un rapporto molto stretto con i canonici della chiesa di Santo Spirito che vi celebravano giornalmente le funzioni religiose. Nel XVI secolo si aggregarono alla basilica romana di San Giovanni in Laterano come i Canonici Lateranensi della chiesa attigua.
La congregazione venne soppressa nel 1801. La chiesa inizialmente fu trasformata in magazzino militare e poi distrutta nel 1917. Alcune opere d'arte andarono perdute, altre furono recuperate e acquistate da privati o da altre chiese.

## Descrizione
Da un portichetto esterno, che doveva servire di riparo ai fedeli,, e tre portali le cui cornici in pietra erano state disegnate da Pietro Isabello, si accedeva all'unica navata a pianta rettangolare della chiesa. Una grata e un tavolato dipinto la divideva in due parti, considerato che la chiesa non aveva caratteristiche monastiche, si ritiene che lo spazio diviso fosse adibito alla flagellazione, pratica che veniva abitualmente eseguita dai disciplini pubblicamente.
La zona del presbiterio aveva tre altari, mentre la parte superiore era adibita a oratorio. Il dipinto della Trinità di Lorenzo Lotto era la pala d'altare della cappella maggiore e sostituì un dipinto di Jacopino Scipioni realizzato nel 1508 raffigurante episodi della Passione che riprendevano gli affreschi realizzati per la chiesa della Madonna delle Grazie.

## Opere Rimaste
Nella chiesa erano presenti diverse opere, alcune furono locate in altre chiese, altre sono state perdute:
- Trittico con san Rocco, san Sebastiano e san Defendente di Agostino Facheris;
- Sant'Agostino in cattedra di Agostino Facheris;
- Trinità (Lotto) conservato presso il Museo Adriano Bernareggi;
- Trinità che incorona la Vergine posto sulla controfacciata della Chiesa di Sant'Alessandro della Croce
- sono documentati tre dipinti di Enea Salmeggia dalle relazioni delle visite pastorali
- Stendando a fili d'oro con la raffigurazione della Trinità con alcuni flagellati con la capa e personaggi con abiti del XV secolo.